# Sedum gattefossei
Sedum gattefossei är en fetbladsväxtart som beskrevs av Battand. och Jahandiez. Sedum gattefossei ingår i Fetknoppssläktet som ingår i familjen fetbladsväxter. Inga underarter finns listade i Catalogue of Life.